# Telesó
Telesó (en grec antic: Τελέσων, llatí: Teleson) fou el nom de diversos escultors de l'antiga Grècia originaris de l'illa de Rodes que formaven part de la nissaga d'Aristonides i Mnasitim.
Són coneguts per unes inscripcions descobertes al segle xix a l'acròpoli de Lindos, en una de les quals es diu que Mnasitim, fill de Telesó, va fer una estàtua de bronze d'Onomast, i una altra diu que Mnasitim i Telesó van fer una estàtua de bronze de Cal·lícrates de Leòntion. Sembla que la nissaga descendeix d'Aristonides (al seu torn fill d'un Mnasitim desconegut), que va viure al segle iv aC, pare de Mnasitim. Aquest Mnasitim va tenir tres fills, un dels quals, Telesó, va tenir un fill, Mnasitim II, al seu torn pare de Telesó II, pare de Mnasitim III. També pertany a aquesta nissaga l'escultor Ofelió, de parentiu desconegut.